# Dépôt de pétrole

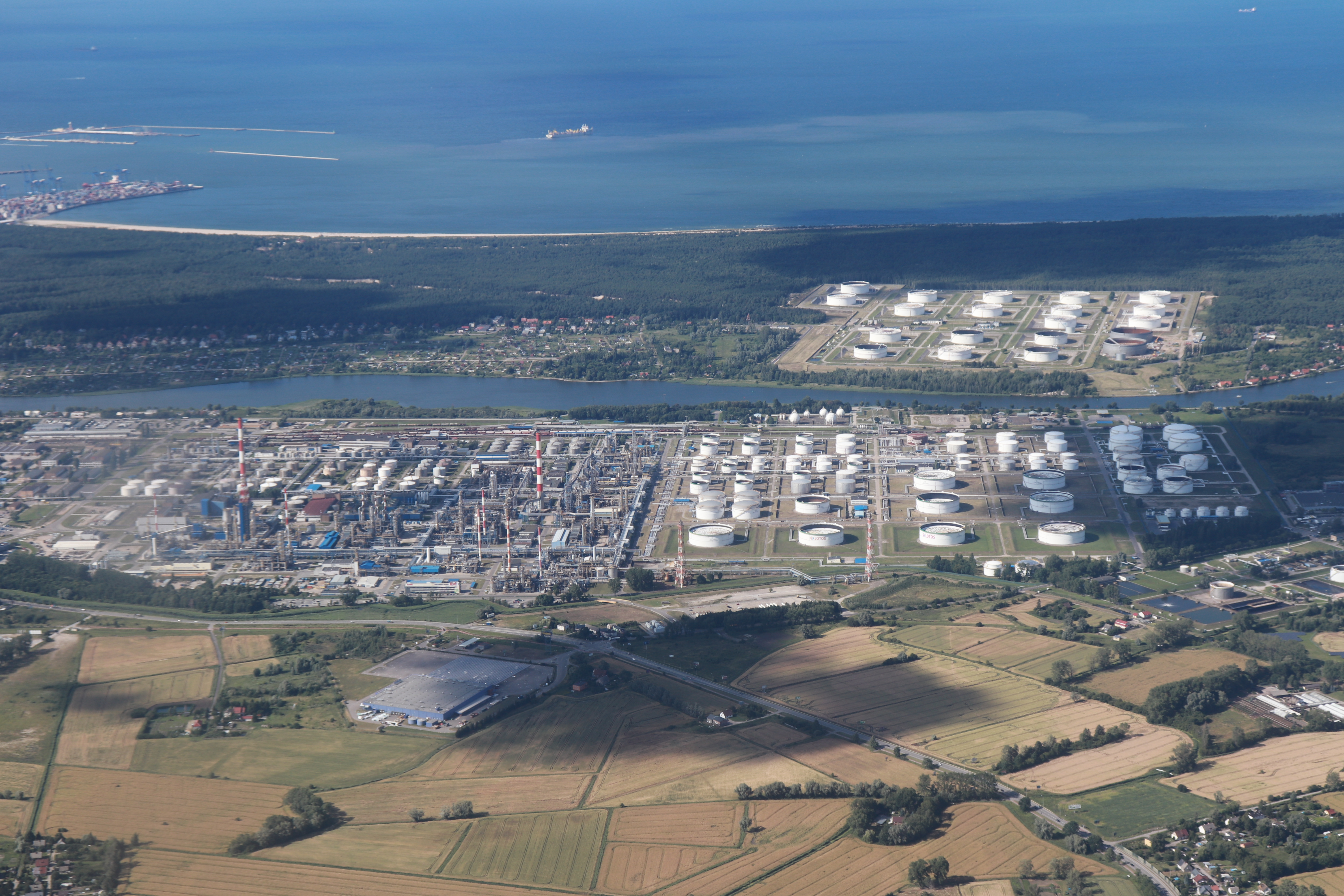
Raffinerie et dépôts de carburant à Gdansk en Pologne en 2019.

Dans l'industrie pétrolière, les dépôts de pétrole sont des entrepôts de stockage de bruts ou des produits pétroliers : naphta, essences, kérosène, Jet A1, gazole et fioul.
Dépendant de l'importance du trafic régional ou local, ces dépôts sont de tailles différentes et tous les dépôts ne stockent pas forcément tous les produits. Ces dépôts sont répartis sur l'ensemble du territoire et, entre confrères, on se loue mutuellement le stockage.

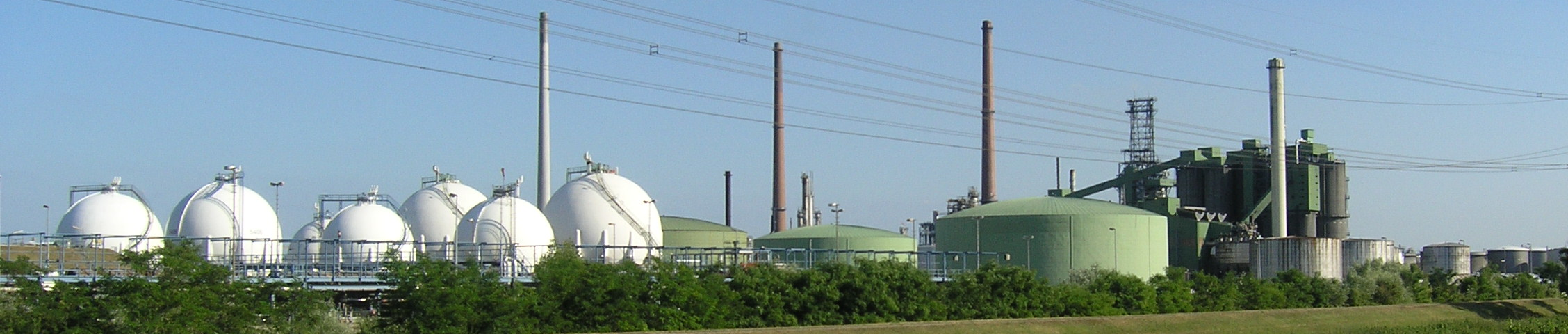
Parc de stockage de la raffinerie MiRO à Karlsruhe, en Allemagne, avec des réservoirs de forme différente pour les produits pétroliers gazeux (gaz de pétrole liquéfié), liquides (essence ou fioul) et solides (coke de pétrole).